# Luigi Ernesto Palletti

Bischofswappen von Luigi Ernesto Palletti

Luigi Ernesto Palletti (* 29. Oktober 1956 in Genua) ist Bischof von La Spezia-Sarzana-Brugnato.

## Leben
Der Erzbischof von Genua, Giuseppe Kardinal Siri, weihte ihn am 29. Juni 1983 zum Priester. Johannes Paul II. ernannte ihn am 18. Dezember 2004 zum Titularbischof von Fundi und Weihbischof in Genua. 
Der Erzbischof von Genua, Tarcisio Pietro Evasio Kardinal Bertone SDB, spendete ihm am 16. Januar des nächsten Jahres die Bischofsweihe; Mitkonsekratoren waren Paolo Romeo, Apostolischer Nuntius in Italien und San Marino, und Alberto Tanasini, Bischof von Chiavari. 
Papst Benedikt XVI. ernannte ihn am 20. Oktober 2012 zum Bischof von La Spezia-Sarzana-Brugnato.